# غريغ هيوز
غريغ هيوز (بالإنجليزية: Greg Hughes)‏ هو لاعب كرة القدم الغالية أيرلندي، ولد في 17 نوفمبر 1939 في Cloghan, County Offaly ‏ في جمهورية أيرلندا، وتوفي في 15 مايو 2014 في Lorrha ‏ في جمهورية أيرلندا.